# Legendary (Skillet)
Legendary è un singolo della band statunitense Skillet, estratto dall'album Victorious, pubblicato l'8 maggio 2019. Il video del singolo è stato pubblicato il 17 luglio 2019.
Il brano è noto per essere dal 30 settembre 2019, la sigla di WWE Monday Night Raw, show di punta della WWE.